# Castrum o Ciudadela visigoda del Puig Rom
El Castrum o Ciudadela visigoda del Puig Rom está situado sobre uno de los picos de la montaña de Puig Rom, que corona la ciudad de Rosas (Gerona). 
Fue descubierto en el año 1946 por los trabajos de Luis Pericot, Francesc Riuró, Miquel Oliva y Pere de Palol con la ayuda de la Capitanía General de Cataluña.
Se trata de una colina fortificada con dos torres cuadrangulares que se sitúan a los lados de la puerta de acceso al conjunto. La muralla está estructurada por dos muros entre los cuales se introdujo un relleno de tierra y pequeñas piedras.
Teniendo en cuenta la datación de los objetos encontrados en la excavación se considera que la vida en el castrum se prolongó desde la segunda mitad del siglo VII hasta el primer cuarto del siglo VIII.

## Historia
Cuando se desintegraba el Imperio Romano de Occidente, hacia principios del siglo V, hubo una penetración de alanos en el Ampurdán. Los visigodos estaban en esos momentos al servicio de Roma, y por lo tanto fueron llamados a contener a los alanos. En el año 415 entró a España Ataúlfo al servicio del imperio y llevando consigo a godos. Sin embargo, luego de haber contenido a los alanos, es asesinado por los suyos a causa de su sumisión al emperador de Roma. A partir de ese momento comienza la  relativamente breve época visigoda de la Península.

## Objetos encontrados en las excavaciones
- Monedas visigodas
- Monedas romanas
- Múltiples instrumentos de hierro que tenían finalidad agrícola.
- Cinturones visigodos.
- Objetos ornamentales de origen bizantino.
- Una cuchara visigoda.
- Cerámica, semejante a la de la necrópolis de Simancas.